# Arnoldo Martínez Verdugo
Arnoldo Martínez Verdugo (ur. 12 stycznia 1925 w Mocorito, zm. 24 maja 2013) – meksykański polityk komunistyczny, sekretarz generalny Meksykańskiej Partii Komunistycznej w latach 1963-1981, kandydat na prezydenta Meksyku w 1982.
Pochodził z biednej rodziny. Jako nastolatek podjął pracę zarobkową. W 1943 przeniósł się do miasta Meksyk, by podjąć pracę w San Rafael Paper Co i podjąć studia malarskie. W 1946 wstąpił do partii komunistycznej. W 1963 został sekretarzem generalnym tej partii. W 1978 brał udział w negocjacjach z rządem meksykańskim, co doprowadziło do uchwalenia reformy wyborczej zezwalającej partii komunistycznej na start w wyborach. W 1981 kierował rozwiązaniem partii komunistycznej i połączeniem jej z innymi partiami lewicowymi, a następnie utworzeniem Partido de la Revolución Democrática. W 1982 kandydował na prezydenta Meksyku. Dwukrotnie był członkiem Izby Deputowanych.